# Споменик Николи Тесли (Врачар)
Споменик Николи Тесли је споменик у Београду. Налази се у Карађорђевом парку у општини Врачар.

## Опште карактеристике
Споменик је свечано откривен 10. јула 2016. године, на дан рођења пре 160 година, научника српског порекла. Налази се на платоу између Храма Светог Саве и Народне библиотеке Србије у Карађорђевом парку.
Рад српског вајара, професора и члана САНУ Николе Коке Јанковића, поклон Момчила Моше Тодоровића, споменик Тесли је исти као онај откривен испред његове лабораторије у Варденклифу код Њујорка. Споменик је свечано открио тадашњи председник Републике Србије, Томислав Николић.
На постољу споменика који је од црног мермера исписане су године рођења и смрти Тесле, као и формула за магнетну индукцију T = Wb/m². Испод тога налази се потпис Николе Тесле на ћирилици, који се налазио на првом уговору који је Тесла склопио у Стразбуру. Са задње стране постамента налази се име дародавца Момчила Моше Тодоровића, власника галерије „Радионица душе” која је израдила статуу Тесле, као и датум 10. јул, који обележава 160 година од његовог рођења.